# Acacia sibina
Acacia sibina là một loài thực vật có hoa trong họ Đậu. Loài này được Maslin miêu tả khoa học đầu tiên.
Đây là loài bản địa một khu vực rộng lớn ở vùng Trung Tây, Goldfields và Wheatbelt của Tây Úc. Cây mọc thẳng hoặc cây bụi thường phát triển đến chiều cao từ 1 đến 4 mét (3 đến 13 ft). Chúng nở hoa màu vàng từ tháng 8 đến tháng 10.